# Alphonse Emmanuel Deschamps

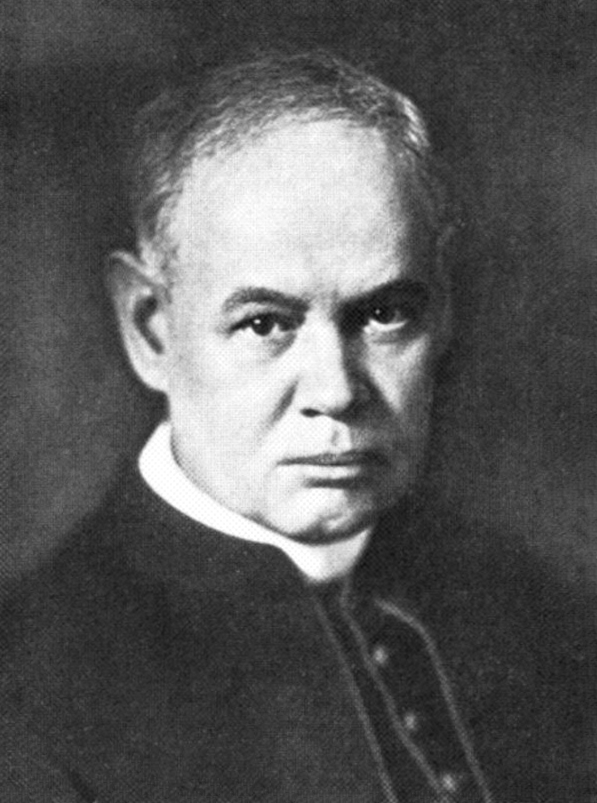

Alphonse Emmanuel Deschamps (* 12. Juli 1874 in Sainte-Geneviève-de-Jacques Cartier, Kanada; † 23. Juni 1940) war ein kanadischer Geistlicher und römisch-katholischer Weihbischof in Montréal.

## Leben
Alphonse Emmanuel Deschamps empfing am 23. Dezember 1899 das Sakrament der Priesterweihe. 
Am 6. Februar 1925 ernannte ihn Papst Pius XI. zum Titularbischof von Thennesus und zum Weihbischof in Montréal. Der Koadjutorerzbischof von Montréal, Georges Gauthier, spendete ihm am 21. April desselben Jahres die Bischofsweihe; Mitkonsekratoren waren der Bischof von Joliette, Joseph-Guillaume-Laurent Forbes, und der Weihbischof in Sherbrooke, Alphonse-Osias Gagnon.